# Dialypetalanthaceae
Famille
Classification APG II (2003)
Classification APG III (2009)
La famille des Dialypetalanthacées regroupe des plantes dicotylédones. Selon Watson & Dallwitz elle ne comprend qu'une seule espèce :
- Dialypetalanthus fuscescens

Ce sont des petits arbres d'Amazonie.
En classification phylogénétique APG III (2009) cette famille est invalide ; l'unique espèce est assignée aux Rubiacées.